# Sitta castanea
El trepador indio (Sitta castanea) es una especie de ave paseriforme de la familia Sittidae endémica de la India.

## Descripción y hábitat
Esta especie fue dividida por Rasmussen y Anderton (2005) a partir del trepador ventricastaño (Sitta cinnamoventris). El trepador azul indio (Incluyendo anterior prateri de los Ghats occidentales) se encuentra al sur del río Ganges. Es el único trepador respaldados gris rojizo de vientre en la península. Al igual que en el trepador ventricastaño: tiene un pico más pequeño y una cabeza más pálida que el manto. Los patrones de las alas y la cola carecen de contraste y tiene manchas grises bajo la cola en las coberteras color castaño. Residente en la llanura de Terai y Ganges se extiende en el interior de la India central, los Ghats orientales, el Sundarbans y una población disjunta en los Ghats occidentales. La época de cría es de febrero a julio. La vocalización es diferente a la del trepador ventricastaño.
Su hábitat natural son los bosques secos subtropicales o tropicales, bosques de tierras bajas húmedas subtropicales o tropicales, y bosques nubosos húmedos subtropicales o tropicales.

## Taxonomía
Según el  Congreso Ornitológico Internacional y Alan P. Peterson, existen dos subespecies:
- S. c. castanea (Lesson, 1830), en el norte y centro de la India; y
- S. c. prateri (Whistler y Kinnear, 1932) en el este de ese país.